# بزعون
بزعون هي قرية لبنانية من قرى قضاء بشري في محافظة الشمال.